# 野呂駿三
野呂 駿三（のろ しゅんぞう、1865年7月27日（慶応元年6月5日） - 1945年（昭和20年）12月7日）は、日本の政治家。衆議院議員（1期）。旧姓・菅井。

## 経歴
美濃国恵那郡、のちの岐阜県恵那郡中津町（中津川町を経て現中津川市）で菅井九三の三男として生まれ、先代万次郎の養子となり1898年（明治31年）家督を相続した。酒と醤油醸造業を営む。御嵩町長、岐阜県会議員、同議長、東美銀行、濃飛商工銀行各頭取、東美鉄道取締役、中央製紙、木曽興業、樺太工業各(株)監査役となる。
1920年の第14回衆議院議員総選挙において岐阜7区から立憲政友会公認で立候補して当選する。衆議院議員を1期務め、1924年の第15回衆議院議員総選挙には立候補しなかった。1945年に死去した。